# Video8
Video8 — аналоговый формат наклонно-строчной записи видео на 8-мм магнитную ленту, разработанный компаниями Sony и Kodak. Он был представлен в 1985 году и применялся в бытовых видеокамерах. Он характеризуется повышенным качеством видеосигнала и звука относительно VHS и VHS-C.
В 1982 году пять компаний – Sony, Matsushita (ныне Panasonic), JVC, Hitachi и Philips разработали черновой вариант унифицированного формата и пригласили к участию членов Японской ассоциации электронной промышленности, Ассоциации производителей магнитных лент, Японской ассоциации производителей камер и других смежных ассоциаций. В результате в апреле 1984 года консорциум из 127 компаний утвердили формат 8-миллиметрового видео — Video8.

## История

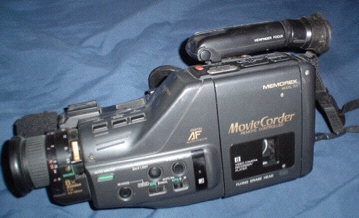
Любительский камкордер Video8

Формат Video8 был выпущен в 1984 году на рынок, где доминировали форматы VHS-C и Betamax. Первыми двумя моделями были Kodak Kordavision 2200 и 2400, обе камеры стоимостью более 1500 долларов США. Аппараты Kodak производились компанией Matsushita Electric, но сама Matsushita не проявляла интереса к продаже того же продукта под своим собственным именем.
Первой видеокамерой Sony, способной записывать видео на 8-миллиметровую пленку, была Sony CCD-V8 с 6-кратным зумом, но только с ручной фокусировкой, выпущенная в 1985 году по цене около 1175 долларов США (3329 долларов в 2023 году) и массой 1,97 кг. В том же году Sony выпустила CCD-V8AF, в которой была добавлена функция автофокусировки.
Небольшой размер носителя означает, что многие видеокамеры Video8 могут быть достаточно компактными, чтобы поместиться в ладони пользователя. Это было невозможно с камкордерами стандартов Betamax и VHS, все они имеют форм-фактор с креплением на плече.
Основным недостатком кассет Video8/Hi8 являлось то, что записи, сделанные с помощью видеокамер Video8, нельзя было воспроизводить на VHS магнитофонах. Предполагалось, что видеокамера будет подключаться непосредственно к телевизору. Несмотря на возможность переноса записей (используя видеомагнитофон для записи исходного видео по мере его воспроизведения видеокамерой), VHS копия в таком случае теряет в качестве по сравнению с оригиналом. В 1990-х годах Sony выпустила на рынок несколько VHS магнитофонов, которые были оснащены декой для кассет Video8 для удобного переноса таких записей на VHS кассеты. GoldStar также выпускала аналогичный магнитофон с двумя деками.

## Дизайн

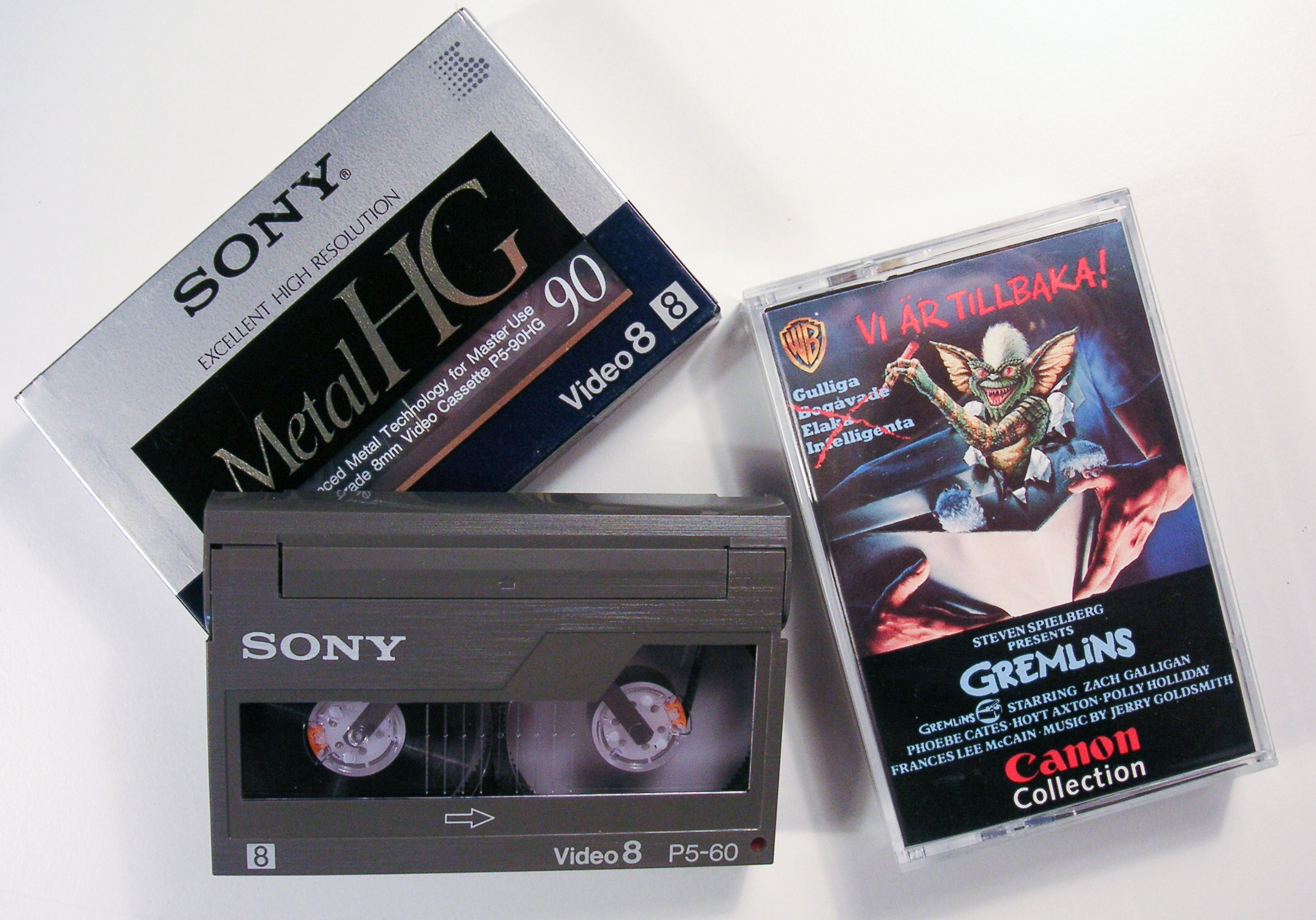
Кассеты Video8

Video8 имеет горизонтальную чёткость 250 твл при частоте полей 50 Гц. Частотный диапазон канала звукового сопровождения 20-20 000 Гц, динамический диапазон 50 дБ. Такие параметры были достигнуты путём записи звукового сигнала на поднесущей частоте 1,5 МГц с частотной модуляцией.
Формат был полностью аналоговым. Лента шириной 8 мм была выбрана в качестве преемника 12-миллиметрового формата Betamax, использующего аналогичную технологию (включая U-образную загрузку ленты), но в уменьшенном виде в ответ на компактные видеокамеры VHS-C, представленные конкурентами.
Как и большинство других форматов записи на ленту, Video8 использует наклонно-строчную видеозапись. Барабан вращается с высокой скоростью (один или два оборота на кадр изображения — около 1800 или 3600 оборотов в минуту для NTSC и 1500 или 3000 оборотов в минуту для PAL), в то время как лента протягивается по траектории движения барабана. Поскольку лента и барабан ориентированы с небольшим угловым смещением, дорожки записи располагаются на ленте в виде параллельных диагональных полос.

## Преемники

### Hi8

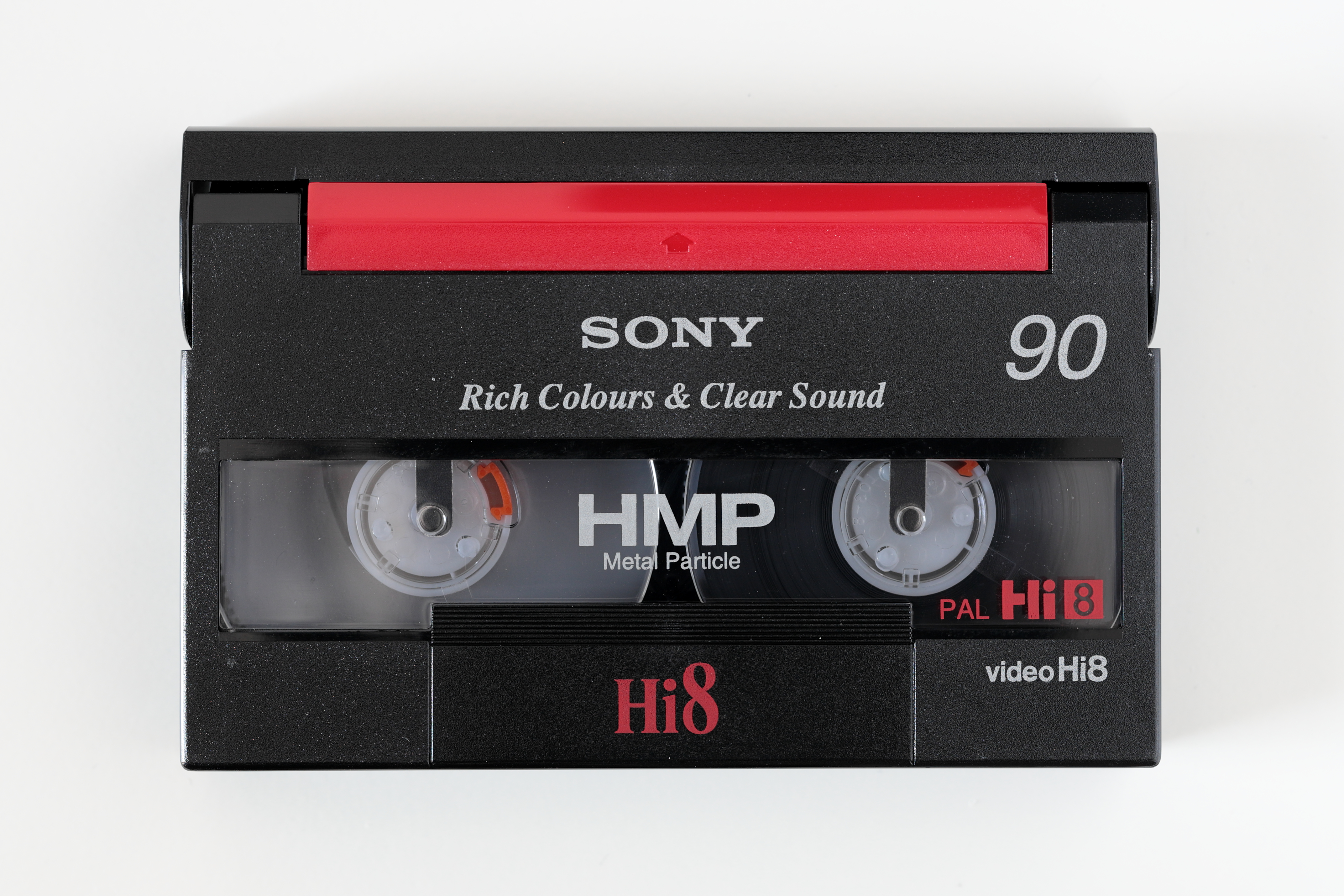
Видеокассета Sony Hi8

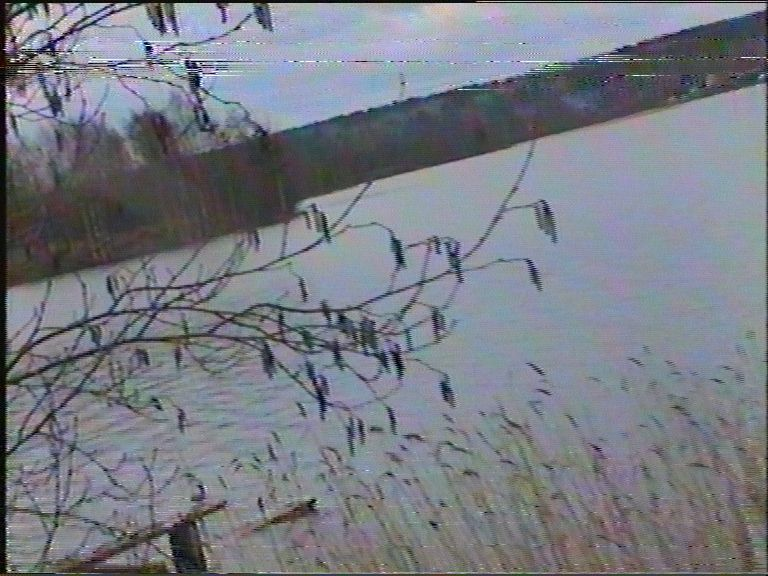
Скриншот с записи на камеру формата Hi8

Чтобы противостоять внедрению формата S-VHS, Sony представила Video Hi8 (сокращение от англ. High-band Video 8). Впервые представленный в феврале 1989 года, он был первоначально поддержан десятью другими производителями — Aiwa, Canon, Fuji, Hitachi, Konica, Matsushita, Maxell, Ricoh, Sanyo и TDK. Как и в случае с S-VHS, формат Hi8 использует улучшенную электронику записи и состав носителя для увеличения полосы пропускания записываемого сигнала яркости. Несущая частота яркости была сдвинута с 4,2 МГц до 5,7 МГц, а отклонение частоты было увеличено до 2 МГц с 1,2 МГц.
Горизонтальное разрешение яркостного сигнала в этом стандарте — около 400 твл, то же разрешение имеется у стандарта S-VHS. В обоих вышеупомянутых стандартах разрешение цветового сигнала не поменялось по сравнению с их предшественниками. Формат Hi8 активно использовался и был популярен вплоть до конца 90-х.
Всё оборудование Hi8 может выполнять запись и воспроизведение в устаревшем формате Video8. Совместимость же старого оборудования с новыми записями чаще всего не встречалась, хотя есть несколько систем Video8, которые распознают и воспроизводят записи Hi8.
Помимо перечисленных выше брендов, оборудование Hi8 также предлагали Nikon, Samsung, Sharp и TEAC.

### Digital8
В 1999 году компания Sony выпустила на рынок новый цифровой формат Digital8, в котором цифровая запись изображения и звука осуществляется на кассету стандарта Hi8, используя кодек DV.
Горизонтальное разрешение составляет примерно 500 твл. При использовании системы PAL, скорость ленты увеличивается в полтора раза относительно Hi8, таким образом на двухчасовую кассету Hi8 помещается только 1 ч. 20 мин. цифровой записи, а на часовую — 40 мин. В случае же записи в системе NTSC, скорость увеличивается в два раза.